# Mãe-de-taoca
Mãe-de-taoca (nome científico: Phlegopsis nigromaculata) é uma espécie de ave pertencente à família dos tamnofilídeos. Pode ser encontrada na Bolívia, Brasil, Colômbia, Equador e Peru. 
Seu nome popular em língua inglesa é "Black-spotted bare-eye".